# ゴールデンアックス デスアダーの復讐
『ゴールデンアックス デスアダーの復讐』(Golden Axe: The Revenge of Death Adder) は、セガ・エンタープライゼス（後のセガ）が開発したベルトスクロールアクションゲーム。日本では、1992年7月よりアーケードゲームとして稼働を開始。アーケード版のシステム基板は、「セガ・システム32」を使用している。
1989年に稼働を開始したアーケードゲーム『ゴールデンアックス』の続編にあたり、後述する様々な点がパワーアップされている。

## 概要
『ゴールデンアックス』シリーズとしては初めて、32ビットに対応した基板（システム32）を使って制作された。
プレイヤーキャラクターは前作とは一新されており、スタンブレード、ドーラ、ゴア、リトル・トリックスの4人となっている。しかし、前作に登場していた「ギリウス」のみゴアに背負われる形で登場している。
これらのキャラクターは本来、最大で4人同時に操作可能な仕様になっているのだが、そのためには4人プレイ可能な専用のコントロールパネルを搭載した筐体を購入しなくてはいけない。一般的な筐体への基板搭載自体は可能だが、サイズ的な事情もあり2人同時プレイ版で稼働させている店舗が多かった。
ただ実用を度外視してコントローラーとボタンだけを4プレイヤー分を基板と接続すれば、基板の設定を切り替えるだけで4人プレイがONになるので、後に基板およびROMだけが中古で流通するようになってからは、別作品の4人同時プレイ用筐体に搭載して稼働させたり、コントロールパネルを改造して無理やり4人プレイを可能にする事例もあった。 

## 移植作品
| No. | タイトル                            | 発売日         | 対応機種           | 開発元 | 発売元                          | メディア         | 型式 | 備考 |
| --- | ----------------------------------- | -------------- | ------------------ | ------ | ------------------------------- | ---------------- | ---- | ---- |
| 1   | ゴールデンアックス デスアダーの復讐 | 2020年12月17日 | アストロシティミニ | 瑞起   | セガトイズ（発売） セガ（販売） | プリインストール | -    |      |

本作は長らく家庭用ゲーム機やパソコンなどにおいて一切移植されず、アーケード版しか存在しない状態が続いていたが、2020年12月セガグループの1社であるセガトイズがリリースしたアストロシティミニにおいて、初めて家庭用ゲームソフトとして移植された。「アストロシティミニ」は往年のセガ製汎用アーケードゲーム用筐体「アストロシティ」を外観のモチーフとし、1980年代から1990年代中期のアーケードゲーム36作品（+おまけ1作品）がプリインストールされた「復刻系ゲーム機」である。基本的にオリジナルを（ほぼ）そのまま収録しているが、本体の機能として「どこでもセーブ」（ステートセーブ）などプレイに便利な機能が幾つか使える。
なおアストロシティミニ版で同時プレイ可能なのは2人まで。（オプションでも2人/4人切り替え項目はオミットされている）アストロシティミニ本体にはコントローラーが1P分しか備わっていないため、2Pプレイ時には別売のコントロールパッドかジョイスティックが必要。（両方とも公式には専用品が必要で、他機種用のものは使い回せない）

## ゲーム内容
基本システムは前作と同様であり、画面内に登場する敵キャラクターを全滅させる事で先に進めるようになっている。
プレイヤーキャラクターの攻撃方法も連続技やパイルドライバー、回転攻撃など多彩になっており、魔法使用時のグラフィックなど演出面も向上している。
また、ステージによってはルート分岐があり、プレイヤーが選択することで異なるステージをプレイできる。

## ストーリー
剣と魔法で邪悪なモンスターと闘ったマジカルファンタジー「ゴールデンアックス」。その物語が伝説になった時代に、またもや不気味なモンスターたちが地上を支配しようとしていた。スタンブレード、ドーラ、ゴア、リトル・トリックスの4人の戦士は、人々たちを苦境の中から救うために、新たなるヒーローとして闘いの世界に挑もうとしていた。彼らの活躍で、再び世界は平和を取り戻せるか。 

## キャラクター

### プレイヤーキャラクター
スタンブレード (STERNBLADE)
バランス型のバーバリアン族の青年剣士。
炎の魔法を使う。消費するポーションの数、威力ともに標準的。
ドーラ (DORA)
上半身が人間、下半身が馬のケンタウロス族の女戦士。杵のような武器を使う。
乗用生物に乗ると下半身が人間の脚になる。
雷の魔法を使う。威力は低いが消費するポーションの数も少ない。
ゴア (GOAH)
パワー型のジャイアント族の戦士。背中にギリウスを背負っている。手斧を武器としている。
石化の魔法を使う。威力は大きいが消費するポーションの数も多い。
リトル・トリックス (LITTLE TRIX)
スピード型の元盗賊の小柄な戦士。三叉矛を武器としている。
回復の魔法を使う。消費するポーションはやや多い。
体力を直接回復するのではなく、魔法を使うと果物の実った木が生えてきて、その果物を取ることで体力が回復する。

## 評価
ゲーム誌『ゲーメスト』（新声社）誌上で行われていた「第7回ゲーメスト大賞」（1993年度）において、ベストアクション賞で9位、ベスト演出賞で10位、年間ヒットゲームで21位を獲得した。 